# Zossen
Zossen är en stad i distriktet Teltow-Fläming i delstaten Brandenburg i nordöstra Tyskland. 
Zossens stadskommun bildades i sin nuvarande form 2003, då staden slogs ihop med de fram till dess självständiga landskommunerna Glienick, Kallinchen, Nächst Neuendorf, Nunsdorf, Schöneiche och Wünsdorf.
Staden är främst känd för sin militära historia, med stabshögkvarteret för Wehrmacht (OKW) och armén (OKH) förlagda till en bunkerstad vid Wünsdorf utanför Zossen under Nazityskland och andra världskriget. Bunkeranläggningarna och militärförläggningarna användes därefter som stabshögkvarter och garnisonsstad för den sovjetiska armén i Östtyskland fram till 1994.

## Historia
Fynd av urngravar vid utgrävningar 2007 visar att platsen har varit bebodd sedan bronsåldern. Under medeltiden omnämns orten i skriftliga källor från 1320 och framåt, under namnen Sossen, Suzozne, Zozne. Namnet har tolkats som det västslaviska ordet för tall, sosny, som förekommer i skogarna i trakten, och tallen förekommer i stadens vapen idag.
På platsen låg sedan slavisk tid en befästning vid ett vadställe över floden Notte norr om stadens nuvarande centrum. Omkring år 1200 ersattes den av en medeltida borganläggning som blev centrum för förläningen Zossen, och på platsen fanns också en kyrka. Området låg på gränsen mellan Mark Brandenburg och Niederlausitz och bytte flera gånger tillhörighet mellan dessa. År 1347 omnämns Bernhard och Theodericus von Torgau som länsherrar i Zossen, och familjen von Torgau förblev länsherrar fram till 1478, då adelssläkten dog ut på manssidan.
År 1490 köptes länet av kurfursten Johan Cicero av Brandenburg och omvandlades därigenom till ett Amt (län) under kurfurstarna av Mark Brandenburg och administrativt en del av landskapet Teltow, men fortsatte fram till 1742 att formellt tillhöra Niederlausitz och Böhmen. Staden gavs privilegier av kurfursten Joakim II av Brandenburg 1546.

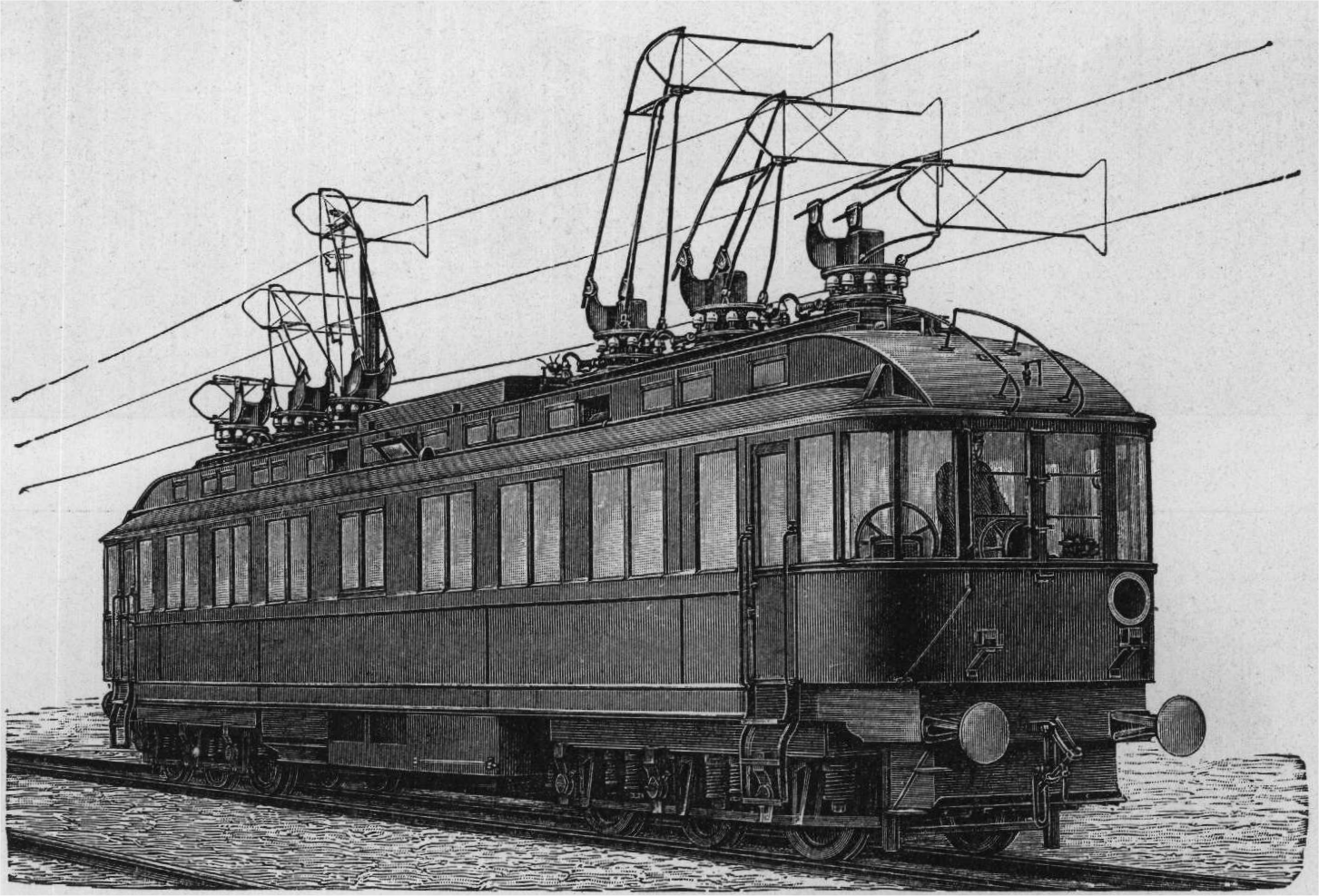
Elektrisk höghastighetslokprototyp vid testbanan Marienfelde-Zossen.

Järnvägen Berlin-Dresden drogs 1875 genom staden, och parallellt med denna uppfördes även den kungliga preussiska militärjärnvägen mellan Berlin och Zossen, för utbildning av järnvägsförband. Sträckan Marienfelde-Zossen på militärjärnvägen elektrifierades tidigt och användes 1901-1904 för experiment med höghastighetståg; här slogs 1903 världsrekord för elektriska tåg med 210 km/h av ett AEG-prototyplok.
Från 1910 och framåt blev staden garnisonsstad, och militärförläggningar uppfördes i området mellan Wünsdorf och staden Zossen. Staden fick särskild betydelse i utbildningen av snabba insatsförband. I området förlades under första världskriget krigsfångar från flera muslimska länder, i det så kallade Halbmondlager, och av denna anledning invigdes 1915 en moské i trä i Wünsdorf, den första avsedd för aktiv religionsutövning av islam i Tyskland.
År 1933 fängslades 60 socialister och kommunister av Sturmabteilung i Zossen, där ett temporärt koncentrationsläger upprättades. Av dessa överfördes senare 32 personer till KZ Oranienburg.

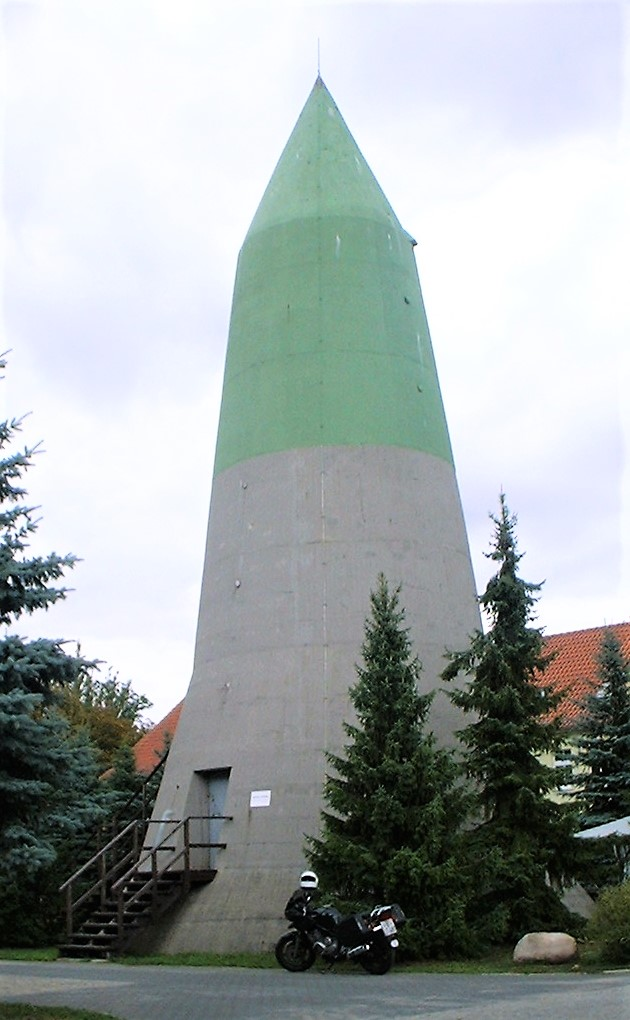
Luftskyddsbunker från andra världskriget i Wünsdorf

År 1936 förlades Oberkommando des Heeres (OKH), arméns överkommando och stabshögkvarter, och 1938 Oberkommando der Wehrmacht (OKW) till Wünsdorf utanför Zossen. Vid Wünsdorf uppfördes stora bunkeranläggningar, Maybach I för OKH och Maybach II för OKW samt sambandscentralbunkern Zeppelin, med byggnadsdelarna över jord maskerade som bostadshus som kamouflage (se Maybach I och II). Området bombades av amerikanskt flyg i mars 1945, men stabsbunkrarna förblev huvudsakligen intakta och i operationell drift fram till Röda arméns intåg 20 april 1945, då stora delar av infrastrukturen lämnades intakt när tyska trupper utrymde bunkerområdet.
Wünsdorf användes därefter som stabshögkvarter av marskalk Zjukov under slutskedet av kriget och den följande ockupationen. Enligt fyrmaktsavtalet skulle bunkrarna göras obrukbara för militära ändamål; sprängningen av bunkrarna genomfördes dock endast till mindre del.
Efter kriget blev Wünsdorf ledningshögkvarter för den sovjetiska armégruppen i Östtyskland och fick en särskild ställning liknande den som ockupationsmakternas baser i Västberlin hade. De sovjetiska trupperna i Wünsdorf levde inom ett inhägnat område och hade särskilda trupptransporttåg som dagligen avgick mellan Wünsdorf och Moskva. De sista trupperna lämnade området 1994.

## Kultur och sevärdheter

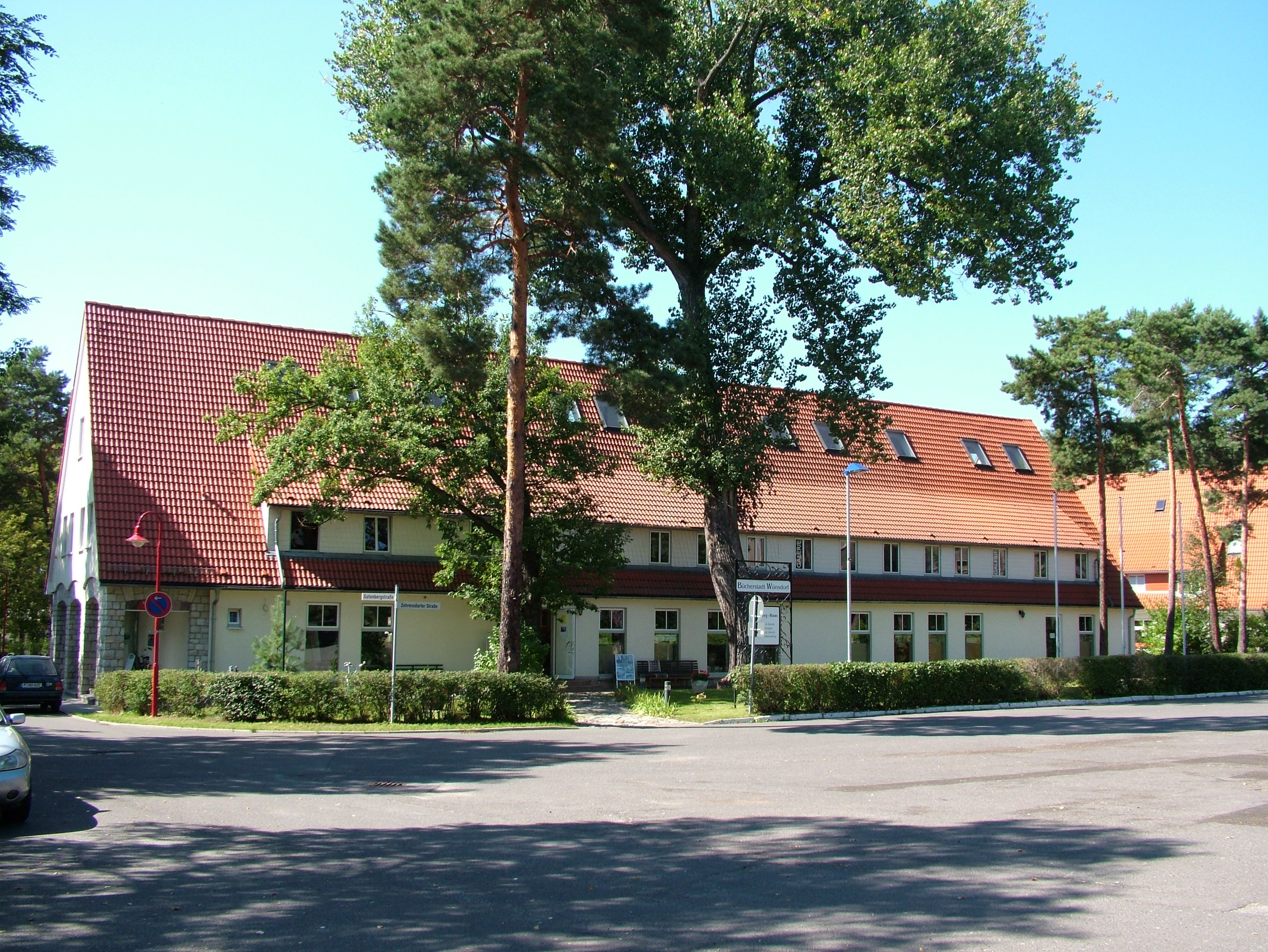
Antikvariat i Bücherstadt Wünsdorf

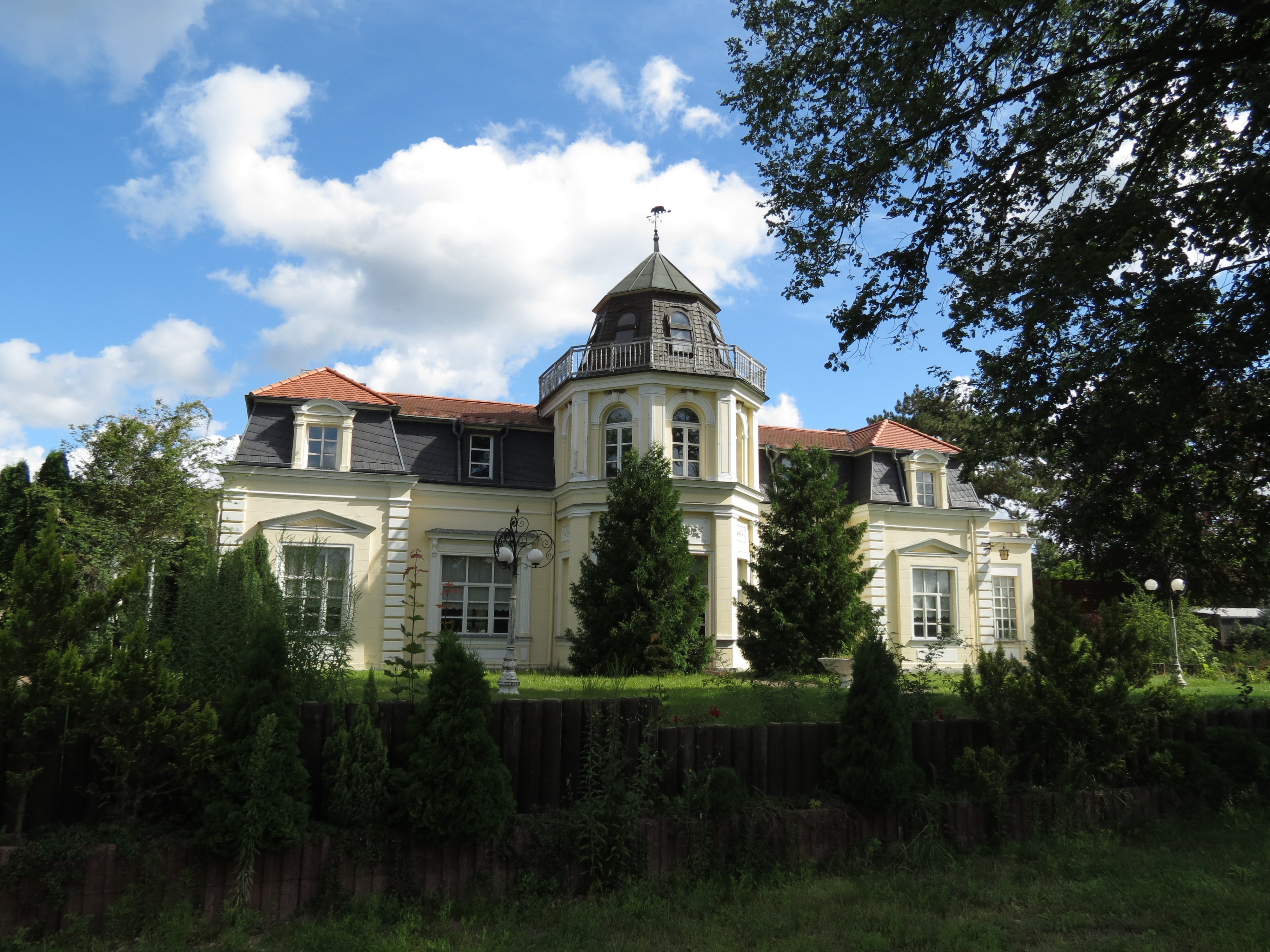
Godset Neuhof

- Zossens innerstad har en till stora delar välbevarad och delvis restaurerad 1800-talsbebyggelse.
- Schloss Zossen, nybarock slottsbyggnad vid stadsparken. Intill finns ruinerna av den medeltida borgen.
- Trefaldighetskyrkan vid torget, uppförd 1734 i barockstil.
- Dressinbanan för turisttrafik, på den tidigare militära järnvägen mellan Zossen och Jüterbog, som med 40 km är den längsta dressinjärnvägssträckan i Tyskland.
- Strandbad vid Grosser Wünsdorfer See i Wünsdorf.
- Det tidigare militära kasern- och bunkerområdet i stadsdelen Wünsdorf-Waldstadt. Här finns ett garnisonsmuseum och guidade visningar av de omfattande nazityska och sovjetiska underjordiska bunkeranläggningarna.
- Bücherstadt Wünsdorf, en bokstad efter förebild från Hay-on-Wye i Wales, med flera antikvariat belägna i de tidigare militärförläggningarna vid Wünsdorf-Waldstadt.
- Radsportmuseum Wünsdorf, i Gutenberghaus, regionalt cykelsportmuseum.
- Motorcykelmuseet i Wünsdorf, huvudsakligen med motorcyklar från DDR-epoken.
- Haus der Offiziere, den tidigare Heeressportschule Wünsdorf, uppförd i nybarock stil. Före detta träningsanläggning för tyska elitidrottare, bland annat inför Berlin-OS 1936.
- Godset Neuhof i byn med samma namn, uppfört 1890.

## Kommunikationer

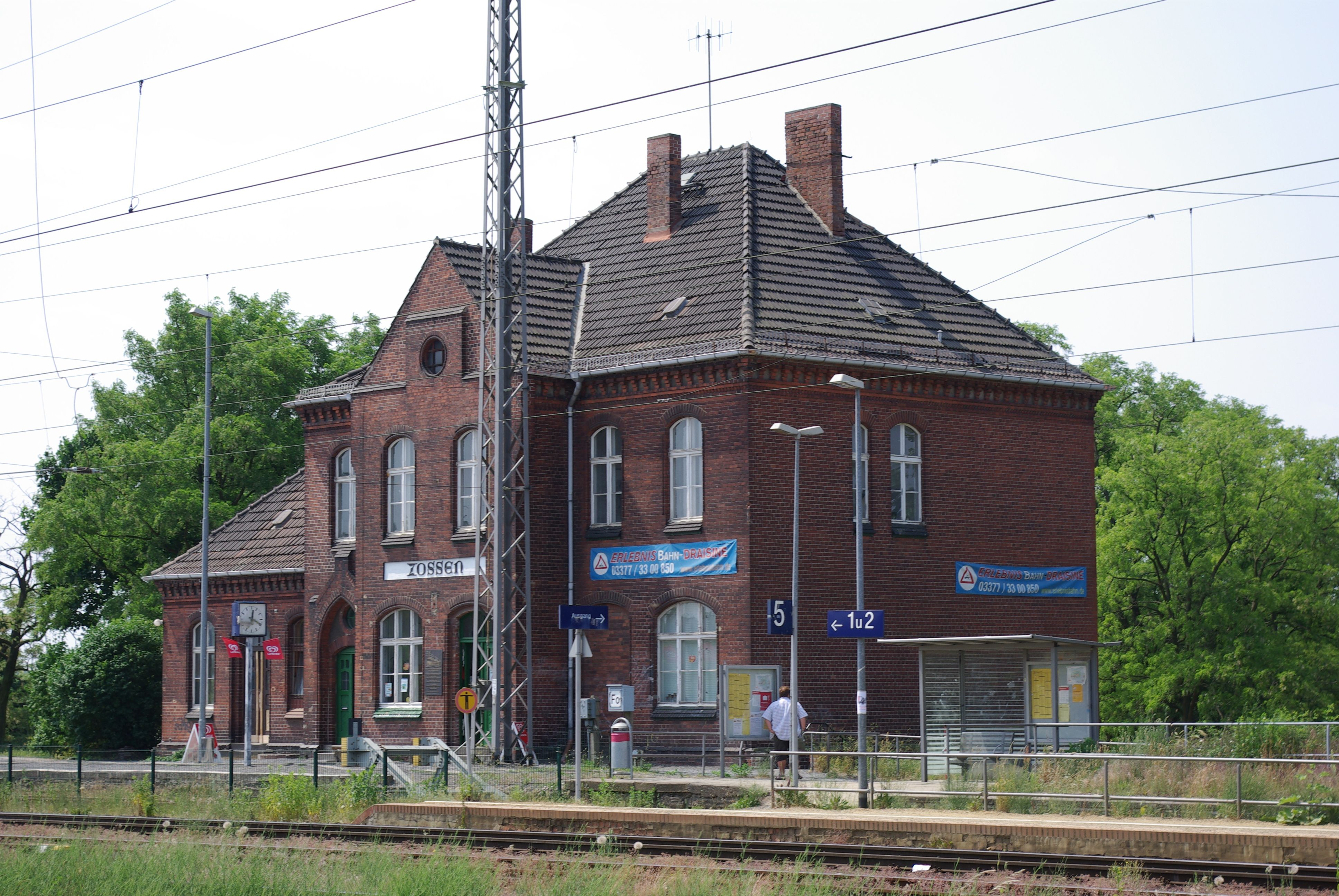
Zossens järnvägsstation

Förbundsvägarna B 96, mot Berlin - Sassnitz och Zittau, och B 246, mot Biederitz och Eisenhüttenstadt, korsas i staden.
Närmaste motorvägsanslutningar finns till A 13 vid Bestensee och A 10 vid Rangsdorf.
I kommunen ligger järnvägsstationerna Dabendorf, Zossen, Wünsdorf-Waldstadt och Neuhof (b Zossen) på järnvägen Berlin-Dresden. Stationerna trafikeras med regionaltåg på linjerna RE 3 och RE 7 mot Berlin och Elsterwerda.